# Szkoła Rolnicza w Braniewie
Szkoła Rolnicza w Braniewie – placówka oświatowa w Braniewie założona w 1887 roku, jedna z najstarszych szkół rolniczych w Prusach Wschodnich, zlikwidowana w 2007 roku (formalnie połączona z ZSZ przy ul. Gdańskiej).

## Powstanie i historia szkoły do 1945
Zimowe szkoły rolnicze zaczęto tworzyć w Prusach pod koniec XIX w. jako placówki oświatowe przyjmujące uczniów po ukończeniu szkoły podstawowej (Volksschule). Nauka w nich trwała 2 lata, obejmowała program szkoły rolniczej i prowadzenia była tylko w semestrach zimowych, gdyż w okresie wiosenno-jesiennym młodzież była niebędna w pracy na gospodarce.
Zimowa Szkoła Rolnicza w Braniewie (Landwirtschaftliche Winterschule) została założona przez Paula Giseviusa, późniejszego profesora i rektora Uniwersytetu w Gießen, na zlecenie Centralnego Wschodniopruskiego Towarzystwa Rolnego (Ostpreussischer Landwirtschaftlicher Centralverein) i otwarta 17 października 1887 roku. Była czwartą tego typu placówką oświatową na terenie Prus Wschodnich – niedługo przedtem powstały zimowe szkoły rolnicze w miejscowościach: Gusiew (Gumbinnen, 1874), Węgorzewo (Angerburg, 1877) i Znamiensk (Wehlau, 1879).
Polski tygodnik Biesiada Literacka w wydaniu z 19 sierpnia 1887 tak zachwalał powstanie tej szkoły: 

W Broniewie, w Prusach wschodnich, powstaje staraniem i kosztem ziemiaństwa szkoła rolnicza zimowa, w któréj wieśniacy kształcić się będą w postępowém gospodarstwie, oraz w wiadomościach potrzebnych im do sprawowania urzędów sołtysów, wójtów i urzędników stanu cywilnego i t. p., które piastując obecnie, nie mogą się obejść bez złowrogiej pomocy doradców pokątnych. Zaprowadzenie téj instytucyi piękne światło rzuca na obywatelstwo Prus wschodnich, rażąco odróżniając stanowisko téj prowincyi od opłakanych stosunków, jakie, niestety, przedstawiają się oczom naszym w Poznańskiém.

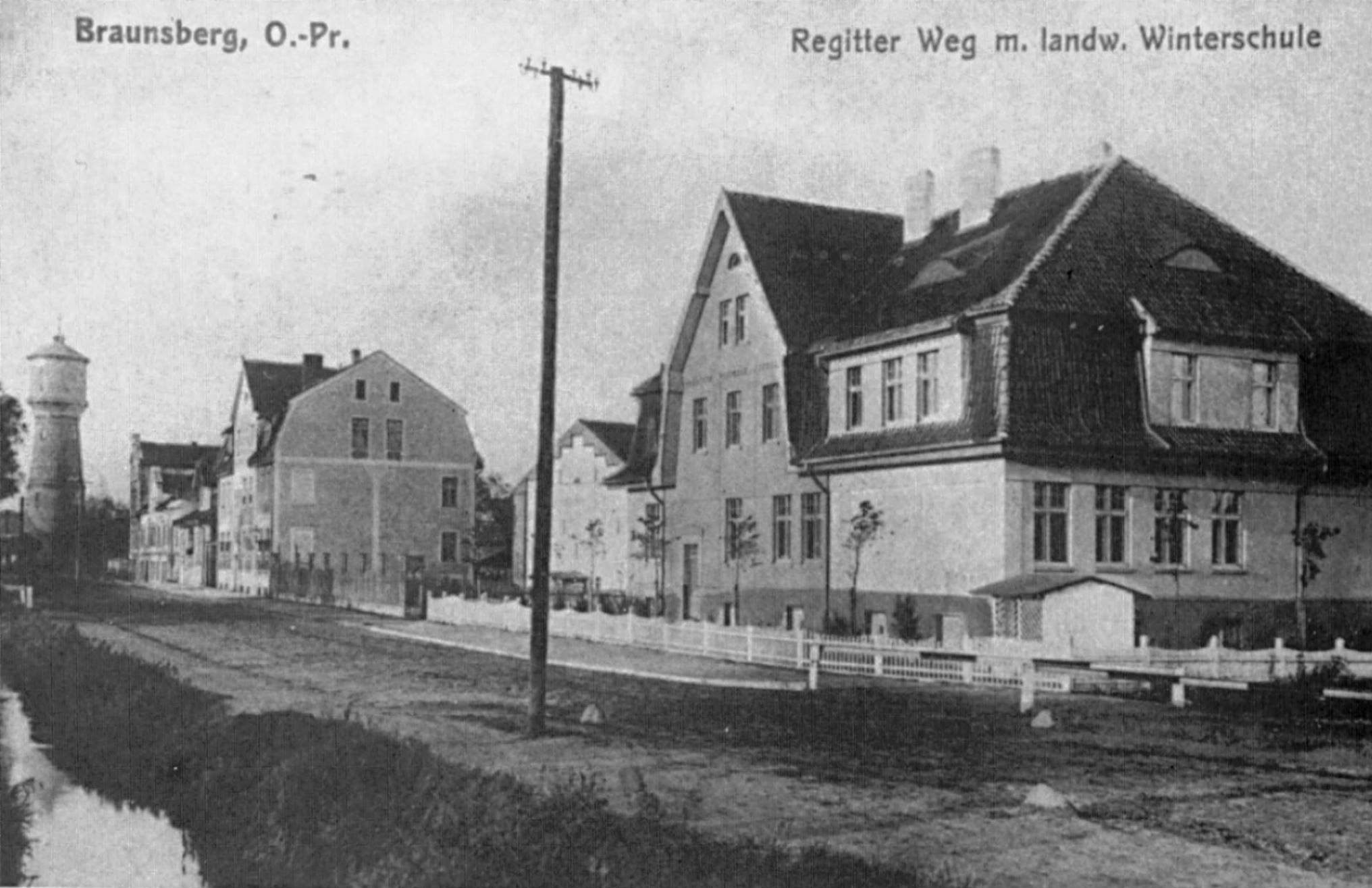
Szkoła rolnicza w pierwszych latach (przed 1922, brak głazu), po lewej struga Lipówka

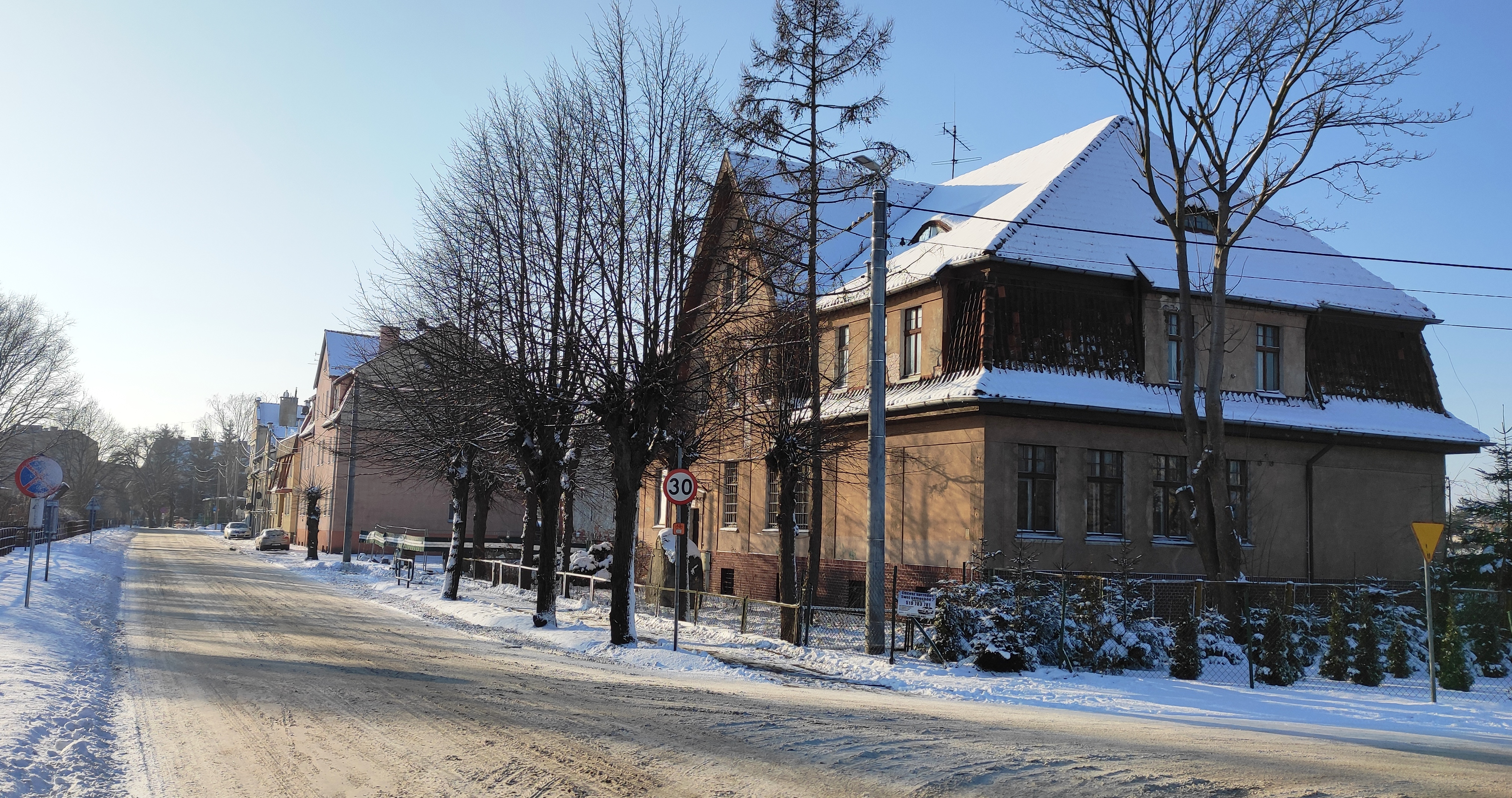
Ul. Szkolna, pierwszy po prawej budynek dawnej szkoły zimowej

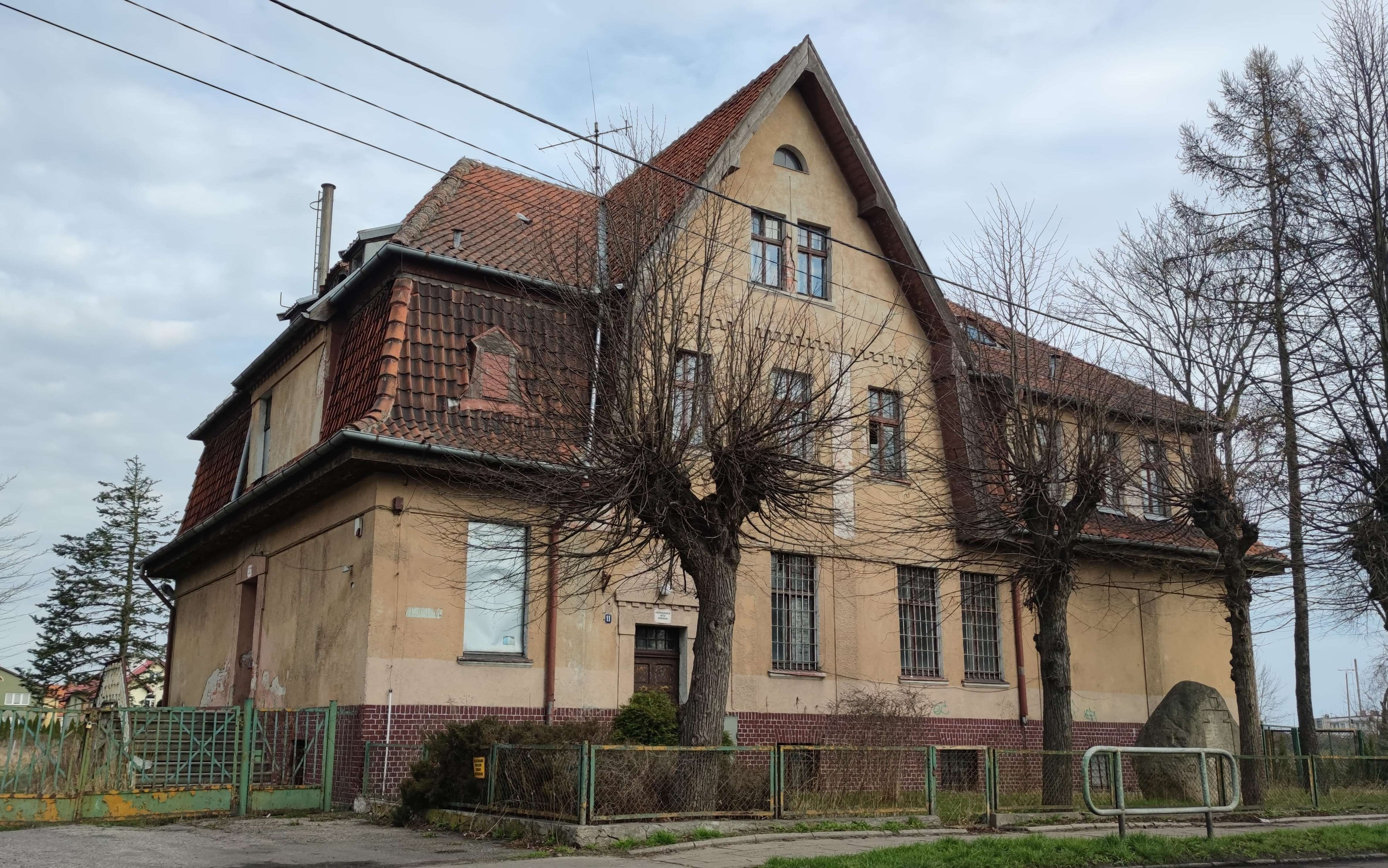
Szkoła, po prawej stronie kamień upamiętniający uczniów szkoły poległych w I wojnie światowej

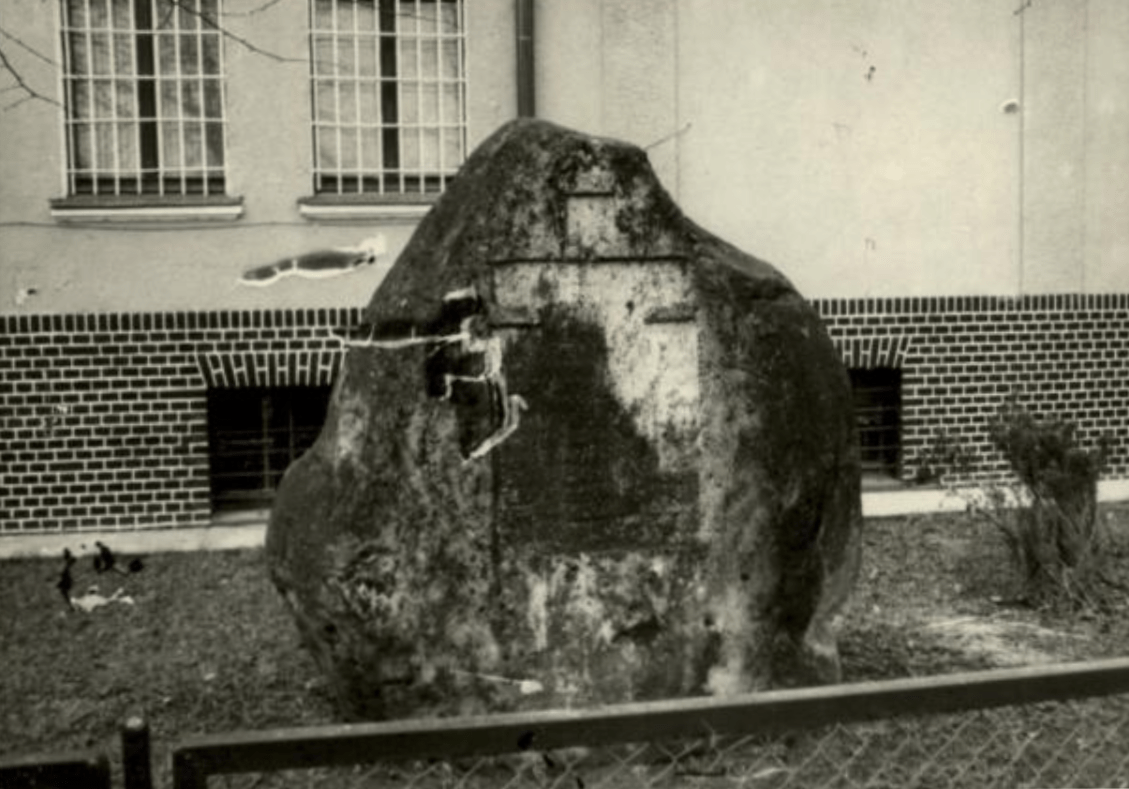
Kamień z 1922 upamiętniający poległych na wojnie uczniów szkoły

W pierwszych latach istnienia, na skutek skromnych środków finansowych, szkoła musiała się gnieździć w wynajmowanych trzech ciasnych pokojach gospody (2 sale lekcyjne i pokój nauczycielski) w centrum miasta przy końskim targu. Ponieważ nie była w stanie pomieścić rosnącej liczby uczniów, wkrótce została przeniesiona do większego budynku położonego przy kościółku nowomiejskim (teraz cerkiew św. Trójcy). Był to budynek starostwa powiatowego, które przeniosło się do nowego gmachu (budynek Urzędu Pracy, który zamieniło w 1908 na budynek Urzędu Miasta w Braniewie). I ta lokalizacja okazała się niezadługo niewystarczająca dla szkoły, by móc pomieścić wszystkich uczniów. Postanowiono wybudować własny budynek szkolny.
W 1912 szkoła przeniosła się do nowo wybudowanego budynku przy drodze prowadzącej do Rogit (Regitter Weg, po wojnie ul. Szkolna), w którym to obiekcie funkcjonowała już do jej likwidacji w XXI wieku. W budynku tym znajdowały się dwie duże sale lekcyjne, sala pomocy dydaktycznych, pokój nauczycielski, gabinet dyrektora oraz inne pomieszczenia na poddaszu, w tym m.in. mieszkanie dyrektora.
Szkoła była przeznaczona dla uczniów wszystkich wyznań. Początkowo była przeznaczona tylko dla chłopców, a ze względu na specyfikę pracy w rolnictwie funkcjonowała jako szkoła zimowa. Do 1893 roku szkołę ukończył 48 uczniów. Średnio do szkoły uczęszczało ok. 30 uczniów. Największe oblężenie uczniów szkoła miała w semestrze zimowym 1921/1922, kiedy to wskutek zaległości spowodowanych przez I wojnę światową w szkole uczyło się ponad 120 mężczyzn. W roku szkolnym 1925/1926 utworzono w szkole, nie bez oporów konserwatywnej części mieszkańców, oddział gospodarstwa domowego dla dziewcząt. Wówczas urządzono dla nich w piwnicy budynku nowoczesną kuchnię edukacyjną (Lehrküche) ze spiżarnią. W 1927 powstała kolejna szkoła rolnicza w pobliskim Mamonowie, która odciążyła braniewską placówkę. W 1933 roku w szkole uczyło się tylko 62 chłopców i 20 dziewcząt.
Do szkoły przyjmowani byli uczniowie po ukończeniu szkoły elementarnej od 15 roku życia. Nauka trwała 2 lata (2 semestry zimowe), obejmując ok. 30 godzin tygodniowo. Oprócz wiedzy z obszaru nauk rolniczych, kontynuowano naukę przedmiotów podstawowych – matematyki i języka niemieckiego, gdyż uczniowie wykazywali tu duże braki pomimo ukończenia szkoły elementarnej. W ograniczonym zakresie była prowadzona też nauka z wielu innych przedmiotów, jak m.in. szkolenie przeciwpożarowe czy wychowanie fizyczne.
W 1922 roku przed budynkiem szkoły został odsłonięty kamień z tablicą upamiętniającą uczniów szkoły poległych w czasie I wojny światowej. Po II wojnie światowej tablica upamiętniająca zachowała się tylko przez 2 lata. Na posiedzenia prezydium PRN w Braniewie w dniu 22 sierpnia 1947 podjęto w tym celu specjalną uchwałę o numerze 405, mówiącą o usunięciu inskrypcji w języku niemieckim z kamienia przed szkołą i od tego czasu pozostaje on pusty.
W semestrze zimowym 1942/1943 zawieszone zostały lekcje w starszej klasie dla chłopców ze względu na pobór do wojska, w 1944 również w klasie niższej. Nauka w oddziale żeńskim była prowadzona do 22 stycznia 1945 roku. W tym dniu musiano przerwać lekcje, by udostępnić budynek na tymczasową kwaterę dla żołnierzy i uchodźców cywilnych z całych Prus Wschodnich. Dwa miesiące później, 20 marca, miasto zajęła Armia Czerwona, o dalszej nauce nie mogło być mowy.
Ostatnim dyrektorem przedwojennej szkoły rolniczej był Siegfried Häßner (1891–1988), absolwent gimnazjum w Olsztynie, a następnie Uniwersytetu w Jenie. Zarządzał placówką nieprzerwanie od 1923 roku i pozostał na stanowisku do ostatnich dni istnienia szkoły w 1945 roku. Ponieważ kocioł braniewski był już zamknięty, przeszedł los exodusu przez zamarznięty Zalew Wiślany, Krynicę Morską i Gdańsk na Zachód. Mieszkał u syna Franka Wolfganga (1927–2020), który został profesorem na Uniwersytecie Technicznym w Brunszwiku.

## Historia szkoły po 1945
Po zakończeniu wojny dużo pilniejszą potrzebą było uruchomienie w mieście wpierw szkoły podstawowej. Ponieważ budynek szkoły rolniczej najmniej ucierpiał ze wszystkich szkół w mieście 1 września 1945 rozpoczęła w nim funkcjonowanie pierwsza powojenna polska szkoła, nauczająca w zakresie szkoły podstawowej. Jednak już po roku, wskutek masowych repatriacji ludności z Kresów, trzeba było przenieść szkołę podstawową do dużo obszerniejszego kompleksu szkolnego przy obecnej ul. Armii Krajowej.
Wkrótce władze miasta podjęły też starania o reaktywację szkoły rolniczej w Braniewie. Pierwszy plan zorganizowania takiej szkoły w 1948 roku na bazie miejskiego majątku ziemskiego spalił na panewce. Szkoła Rolnicza w Braniewie została odtworzona dopiero w roku 1968. Jej pierwszym dyrektorem został Jarosław Zabłocki, uczniów w dwóch oddziałach było 49. Już rok później szkoła w trzech oddziałach miała 88 uczniów. W latach 1971–1975 szkołą kierował Henryk Bardoński. Dopiero w roku szkolnym 1976/1977 odzyskany został przedwojenny budynek szkoły rolniczej w Braniewie przy ulicy Szkolnej 11, gdyż wcześniej (do 1974 roku) obiekt ten był m.in. siedzibą braniewskiego sądu. Starania kolejnego dyrektora szkoły Mariana Głuszkowskiego sprawiły, że szkoła została wyposażona w meble, pomoce naukowe, warsztat, zakupiono maszyny rolnicze. W pobliskich PGR-ach odbywały się praktyki zawodowe. Zakupiono ciągnik rolniczy, a w 1994 roku samochód marki Fiat 126p do prowadzenia kursów nauki jazdy dla uczniów. W 1990 roku kształciło się w Zespole Szkół Rolniczych w Braniewie 250 uczniów pod kierunkiem 20 nauczycieli, zaś w roku szkolnym 1994/1995 rozpoczynało naukę 232 uczniów, w tym 68 w pierwszych klasach. Jako pilną potrzebę przedstawiano wówczas powiększenie szkoły lub przeniesienie do większego budynku.
Od 1999 roku, w związku z reformą administracyjną połączoną z reformą w oświacie, szkoła zaczęła podlegać Starostwu Powiatowemu w Braniewie. W ostatnim okresie istnienia szkoła funkcjonowała pod nazwą „Zespół Szkół Ekonomicznych w Braniewie”, kontynuowała jednak ponadstuletnią tradycję rolniczą, prowadząc nauczanie na kierunkach: technik agrobiznesu oraz ogrodnik.
W 2002 szkoła informowała o następujących kierunkach nauki: liceum ogólnokształcące z oddziałem o poszerzonym programie nauki języków obcych oraz liceum profilowane o ukierunkowaniu ekonomiczno-administracyjnym i specjalnościach: rachunkowość, bankowość, administracja skarbowa, celna bądź terytorialna. Szkoła reklamowała się również bardzo dobrze wyposażonymi pracowniami: informatyczną, maszynopisania, matematyczną, geograficzną, historyczną oraz gabinetami językowymi.
Po likwidacji szkoły (pierwotnie było to tylko przeniesienie Zespołu Szkół Ekonomicznych do obiektów Zespołu Szkół Zawodowych na ul. Gdańską od roku szkolnego 2007/2008) budynek szkolny w dniu 21 lipca 2010 roku został sprzedany przez władze powiatu braniewskiego Skarbowi Państwa. W 2019 budynek po byłej szkole został wystawiony na sprzedaż. Według ogłoszenia obiekt znajduje się w wojewódzkiej i gminnej ewidencji zabytków. Stan budynku opisywany był w ofercie w następujący sposób (skrót):

Opis nieruchomości:
kształt zbliżony do prostokąta, ukształtowanie terenu płaskie; nieruchomość zabudowana budynkiem biurowo-administracyjnym (po byłej szkole); jest to budynek wolnostojący, trzykondygnacyjny (3 kondygnacje nadziemne), z dachem czterospadowym, całkowicie podpiwniczony (piwnice przystosowane w większości na pomieszczenia użytkowe – kondygnacja podziemna) pobudowany w technologii tradycyjnej mieszanej w roku 1900. Ostatni sposób korzystania to budynek oświatowy – byłej szkoły, od 2008 r. budynek jest nieużytkowany i stanowi pustostan; powierzchnia zabudowy 348,00 m2, powierzchnia użytkowa 839,00 m2, obiekt posiada jedną klatkę schodową oraz dwa wejścia do budynku, jedno od frontu, drugie ze szczytu budynku; budynek o ścianach fundamentowych i ścianach nadziemia murowanych z cegły ceramicznej pełnej; strop nad piwnicami strop ceramiczny, oparty na belkach stalowych, stropy międzykondygnacyjne drewniane; więźba dachowa drewniana o konstrukcji płatwiowo-kleszczowej; schody wewnętrzne drewniane; schody zewnętrzne wejściowe (szczytowe) dwubiegowe ze spocznikiem przed drzwiami wejściowymi.
Ogólny stan budynku określa się jako dostateczny. Stan poszczególnych elementów zróżnicowany. Pokrycie dachu nieszczelne, dachówka zużyta, zawilgocone deskowanie dachu. Konstrukcja dachu w stanie dostatecznym. Sciany w stanie zadawalającym, miejscowo zalane, zawilgocone. Elementy wykończenia w stanie zadawalającym do miernego. Stolarka okienna zużyta, nieszczelna w poszczególnych oknach zdekompletowana. Stolarka wewnętrzna płycinowa stara, zużyta. Drzwi w stanie dobrym , drzwi frontowe zewnętrzne w stanie dostatecznym. W budynku występuje zawilgocenie kondygnacji piwnicy z powodu napływającej wody gruntowej.
Ponadto budynek znajdujący się na działce nr 121/6 wpisany jest do gminnej i wojewódzkiej ewidencji zabytków.

Do roku 2025 budynek po byłej szkole stoi niezagospodarowany i niszczeje.

## Powojenni dyrektorzy szkoły
- Jarosław Zabłocki[14]
- Henryk Bardoński (1971–1974)[14]
- Marian Głuszkowski (1975–)[14]
- Jadwiga Czybkowska (1990–)[20]
- Maria Serguć (2007)[21]